# Brooke Hunter
Brooke Hunter (Los Ángeles, California; 14 de marzo de 1970) es una actriz pornográfica y directora estadounidense.
Antes de que Booke se convirtiera en una estrella del porno trabajó como asistente contable. Se casó con Ron Miller, (conocido como Don Hollywood) el 15 de enero de 2000.
Con su esposo Don Hollywood, trabajó en películas para la productora Wildlife Productions. La primera serie de Wildfire fue Brooke Hunter's Sexual Antics.
Hunter también protagonizó series para la televisión como Dirty Newcomers, producidas por Wildfire.
Su contrato con Wildfire no fue de exclusividad, por lo que también trabajó para Vivid Entertainment, Wicked Pictures y VCA Pictures.